# Komeciarz
Komeciarz – polski nieperiodyczny biuletyn o kometach wydawany od 1995 roku przez Sekcję Obserwatorów Komet Polskiego Towarzystwa Miłośników Astronomii.